# Fritz Hodeige
Fritz Hodeige (* 18. Dezember 1920 in Berlin; † 26. August 2001) war ein deutscher Verleger.
Fritz Hodeige wurde als Sohn des Kaufmanns Max Hodeige geboren. Er promovierte 1949 in Marburg und war in den folgenden Jahren bei einem Verlag in Düsseldorf tätig. Nach Heirat mit der Verlegertochter Eleonore Rombach übernahm er 1956 als alleinberechtigter Geschäftsführer die Leitung des Rombach-Verlags in Freiburg. Er begründete den Buchverlag mit Schwerpunkt auf wissenschaftliche Publikationen. Zudem war er Gesellschaftervertreter und Aufsichtsrat im Badischen Verlag. 1987 trat er in den Ruhestand.
Mit der Eleonore und Fritz Hodeige-Stiftung förderte er Kunst, Kultur und die medizinische Forschung.

## Ehrungen
- Bundesverdienstkreuz 1. Klasse (1981)
- Großes Bundesverdienstkreuz
- Verdienstmedaille des Landes Baden-Württemberg
- Ehrensenator der Universität Freiburg

## Veröffentlichungen
- Zur Stellung von Dichter und Buch in der Gesellschaft. Eine literatursoziologische Untersuchung. Dissertation Universität Marburg 1949.
  - gedruckt Börsenblatt für den deutschen Buchhandel 12, 1956, S. 1141–1170.
- Krebskrank. Notizen. Rombach, Freiburg im Breisgau 1993, ISBN 3-7930-0679-4.
- Prägungen. Eine Ethik des Umgangs   Rombach, Freiburg im Breisgau 2001, ISBN 978-3-7930-9203-2.